# Marcin z Bragi
Marcin z Bragi, również Marcin z Dumio (ur. ok. 520 w Panonii, zm. 20 marca ok. 580 w Bradze) – biskup Dumio, arcybiskup Bragi, fundator klasztorów, pisarz i teolog chrześcijański, misjonarz, portugalski święty Kościoła katolickiego.
Jako młody człowiek odbył pielgrzymkę do Ziemi Świętej, gdzie oddał się życiu monastycznemu. Poznał tam pielgrzymów z Hiszpanii, którzy przekonali go do powrotu razem nimi do byłej rzymskiej prowincji Gallaecia w celu nawrócenia Swebów, którzy wówczas oddawali hołd germańskim bóstwom pogańskim, bądź też byli zwolennikami arianizmu.
Przybył do prowincji Galleacia (która obejmowała wówczas obok obecnej hiszpańskiej Galicji obszar północnej Portugalii aż po rzekę Duero) w 550 roku, gdzie założył kilka klasztorów, w tym klasztor w Dumium (obecnie Dumio), do którego pochodzi jego drugi przydomek. Znał nieźle grekę. Umiejętność ta była wówczas bardzo rzadka na zachodzie Europy. W swoim nauczaniu oraz reformach organizacji kościelnej wykorzystywał pisma ascetycznych egipskich mnichów oraz soborów i synodów wschodnich, jak również dzieła Seneki.
W maju 561, podczas I synodu w Bradze (łac. Concilium Bracarense primum), został mianowany biskupem Dumio. W późniejszym czasie został awansowany na biskupa archidiecezji w Bradze. Przewodniczył II synodowi w Bradze (573). Podczas jego posługi biskupiej większość ludzi w jego diecezji przyjęła katolicyzm. Ponadto doprowadził w północnej Galicji do konwersji na katolicyzm celtyckich chrześcijan przybyłych z Brytanii.
Mimo jego aktywnej posługi duszpasterskiej Cezary Baroniusz nie wprowadził go do swojego martyrologium.
Jego wspomnienie liturgiczne przypada w dniu 20 marca.